# 叶夫根尼·什维德勒
叶夫根尼·马尔科维奇·什维德勒（俄语：Евгений Маркович Швидлер，1964年3月23日—），又名尤金·什维德勒（Eugene Shvidler），是一位在蘇聯出生的億萬富豪、石油寡頭，持有美國、英國雙重國籍。
叶夫根尼·什维德勒出生在俄羅斯烏法。1986年畢業於古布金石化和天然氣工業學院（今俄羅斯國立石油天然氣大學）。1989年至1991年期間，他與瓦列里·奥伊夫、罗曼·阿布拉莫维奇一起創辦Uyut合作社（Уют），該合作社用聚合物材料生產玩具。
1991年赴美國留學。翌年在福坦莫大学取得MBA學位。1992年至1993年在德勤的紐約辦事處工作。1993年起，他與阿布拉莫维奇合作創辦了石油公司Runicom S.A.，該公司在瑞士注冊，由什维德勒出任董事。1994年加入美國國籍。
1995年，任西伯利亞石油公司財務副總裁。1997年，任董事會成員兼財務第一副總裁。1998年至2005年期間任總裁。俄羅斯天然氣工業股份公司收購該公司後他離開了石油行業，但仍是阿布拉莫维奇在米尔豪斯资本公司的合夥人。
2022年俄羅斯入侵烏克蘭以後，他被英國政府列入制裁名單。叶夫根尼·什维德勒試圖上訴，但是卻敗訴。